# Nycticorax olsoni
Espèce
Nycticorax olsoni est une espèce éteinte d'oiseaux de la famille des Ardeidae.

## Répartition
Cette espèce était endémique de l'île de l'Ascension.

## Taxinomie et systématique
La dénomination spécifique commémore Storrs L. Olson.